# Jolanta Kotlińska
Jolanta Helena Kotlińska (ur. 18 września 1955 w Puławach) – polska farmaceutka, profesor nauk farmaceutycznych, wykładowca Uniwersytetu Medycznego w Lublinie.

## Życiorys
Ukończyła I LO im. A.J. ks. Czartoryskiego w Puławach, a następnie uzyskała dyplom magistra farmacji na AM w Lublinie. Po studiach podjęła pracę w Zakładzie Farmakodynamiki (obecnie Katedra i Zakład Farmakologii z Farmakodynamiką). Stopień doktora nauk farmaceutycznych uzyskała na podstawie pracy Neurotransmisja opioidowa a działanie etanolu napisanej pod kierunkiem prof. Romualda Langwińskiego. Habilitowała się na podstawie rozprawy Udział niektórych miejsc wiązania w receptorze kwasu N-metylo-D-asparaginowego (NMDA) w uzależniającym działaniu etanolu i morfiny u szczurów.

## Działalność naukowa
Zainteresowania dotyczą zagadnień związanych z uzależniającym działaniem substancji psychoaktywnych. Autorka ponad 120 publikacji z listy filadelfijskiej o łącznym IF ponad 370. Jest członkiem Editorial Advisory Board czasopisma Pharmacology Biochemistry and Behavior. Pełniła funkcję redaktora naczelnego czasopisma Current Issues in Pharmacy and Medical Sciences.

## Odznaczenia
- Srebrny Krzyż Zasługi (2004)[8]